# Fonte de Jerusalém
A Fonte de Jerusalém é um monumento público localizado no município de Curitiba, capital do estado brasileiro do Paraná.

## Histórico
Trata-se de um fontanário inaugurado em dezembro de 1995, para celebrar os três mil anos da Jerusalém. Construída em concreto armado, com 14,5m de altura, ostenta uma fonte luminosa com três anjos em bronze com aproximadamente 600 quilos cada, representando as três grandes crenças monoteístas que acreditam na existência de anjos e para as quais a cidade é sagrada: cristianismo, islamismo e judaísmo.
No projeto anterior, que também objetivava celebrar a paz entre os povos, as esculturas representavam as três Américas, mas sua simbologia foi alterada pelo prefeito da época, Rafael Greca, a pedido do prefeito de Jerusalém, Ehud Olmert.  A obra, que se encontra na entrada do Jardim Los Angeles, na esquina das avenidas Sete de Setembro e Arthur Bernardes, foi projetada pelo arquiteto Fernando Canalli e tem obras da artista plástica curitibana Lys A. Buzzi.